# Donji Agići
Donji Agići (cyr. Доњи Агићи) – wieś w Bośni i Hercegowinie, w Republice Serbskiej, w gminie Novi Grad. W 2013 roku liczyła 637 mieszkańców.